# Famille Séguier
Pour les articles homonymes, voir Séguier.
La famille Séguier est une famille subsistante de la noblesse française, originaire de Paris, anoblie en 1550 par la charge de conseiller à la Chambre des comptes de Paris.
À cette famille appartient Pierre Séguier, chancelier de France de 1635 à 1672, sous les rois Louis XIII et Louis XIV.
La famille Séguier relève le nom, le titre et les armes de la famille d'Agoult à la suite d'une alliance avec la dernière du nom.

## Histoire
Sous l'Ancien Régime, les Séguier accèdent aux magistratures les plus éminentes et donnent au Royaume un chancelier de France, cinq présidents à mortier, treize conseillers au Parlement de Paris, trois avocats généraux, sept maitres des requêtes. Elle compte également un ambassadeur de France à Venise.[réf. nécessaire]
La famille Séguier prend à Paris au XVIIe siècle une dimension particulière par les postes qu'elle occupe et les titres qu'elle acquiert ou qui lui sont accordés, notamment en la personne du chancelier de France Pierre Séguier, créé duc de Villemor. Ayant atteint une position sociale considérable, cette famille noue des alliances avec la plus haute noblesse du Royaume. Les Séguier marient en particulier leurs filles aux maisons du Cambout de Coislin, de Laval, à des maisons ducales comme celles de Béthune-Sully, d'Albert de Luynes, et même à la maison royale par l'union de Charlotte Séguier à Henri de Bourbon, duc de Verneuil, fils légitimé d'Henri IV.[réf. nécessaire]
Certains généalogistes ont avancé, sans preuves et sans remonter au-delà du XVe siècle, que la famille Séguier prendrait souche dans le Bourbonnais, en la personne d'Étienne Séguier, un apothicaire des rois Charles VII et Louis XI, né à Saint-Pourçain-sur-Besbre et mort en 1465.
Selon Louis Pierre d'Hozier, la souche des Séguier de Paris est un certain Gérard Séguier, mort conseiller au parlement de Paris († 6 août 1489), sans précision d'origine. C'est ce point de départ que prend l'arbre généalogique qui suit. La famille Séguier (Paris) a été anoblie en 1550 par la charge de conseiller à la Chambre des comptes de Paris. Elle a obtenu un titre de baron en 1809. La branche du chancelier Séguier, duc de Villemor en 1650, est éteinte.
Clémentine d'Agoult (1897-1991), fille du derner membre de la ligne masculine de la famille d'Agoult, épouse en 1924 Antoine, baron Séguier (1891-1978). Leurs trois fils sont autorisés, sur leur demande en 1963, à modifier leur nom en Séguier d'Agoult.

## Personnalités
Les premiers siècles ont donné les personnalités suivantes :
- Étienne Séguier, valet de chambre du roi Charles VI, mort en 1465.
- Gérard Séguier, pourvu par Louis XI d'une charge de conseiller au Parlement de Paris en 1469.
- Barthélémy Séguier, seigneur de La Verrière, conseiller du roi, lieutenant-général au bailliage de Chartres le 16 septembre 1517, bailli du Palais à Paris.
- Pierre Séguier, conseiller du roi, président au Châtelet de Paris en 1524.
- Claude Séguier, gentilhomme servant de Charles IX, maitre des Eaux et Forêts en 1567.
- Jacques Séguier, maitre d'hôtel du roi en 1667.
- Jean Séguier, seigneur de La Verrière, commandeur de Saint-Lazare, écuyer du roi en sa grande écurie.
- Pierre Séguier (1588-1672), chancelier de France de 1635 à 1672.

## Branche parisienne ainée
- Gérard Séguier († 6 août 1489)[8], conseiller au parlement de Paris, dont deux fils :
  - Blaise Séguier († 25 avril 1510)[Note 1], élu de Melun en 1493[9]. Épouse (1) Catherine Chenart, fille de Jean, maître de la Monnaie, et de Thomasse Pigace, puis (2) Marguerite L'Homme. Dont sept enfants du premier lit :
    - Nicolas Ier Séguier († 22 septembre 1533), secrétaire du Roi, seigneur de l'Étang-la-Ville, Drancy, etc. Épouse Catherine Le Blanc († 1534), fille de Louis, greffier des comptes à Paris, et de Catherine Malingre. Dont six enfants :
      - Pierre Ier Séguier (1504-1580), avocat général, président à mortier au parlement de Paris, seigneur de Sorel, L'Étang-la-Ville, Saint-Brisson et Autry-le-Châtel. Épouse en 1550 Louise Boudet († 5 août 1594), fille de Simon Boudet, seigneur de la Bouillie, et de Marie de la Saussaye. Inhumé dans l'église Saint-André-des-Arts à Paris. Dont douze enfants :
        - François Séguier († 1572), président aux enquêtes du parlement de Paris, seigneur de Sorel. Épouse Catherine Mesnager, dame de Marcault. Dont un fils :
          - X. († 15 décembre 1591). Sans postérité.

        - Pierre II Séguier († 6 avril 1602), seigneur de Sorel, etc., conseiller, maître des requêtes, lieutenant-civil, président au parlement de Paris. Épouse Marie du Tillet, fille de Jean, seigneur de la Bussière, greffier en chef du Parlement, et de Jeanne Brinon. Dont quatre enfants :
          - Pierre III Séguier († 1638), seigneur de Sorel, marquis d'O, conseiller au parlement de Paris, maître des requêtes. Épouse en août 1612 Marguerite de la Guesle, dame de Chars, seconde fille de Jacques, procureur général au parlement, et de Marie de Rouville, dame de Chars. Inhumé dans l'église Saint-André-des-Arts à Paris. Dont :
            - Louise-Marie Séguier († 13 septembre 1651), marquise d'O, dame de Sorel, de Chars et de Villers, épouse Louis-Charles d'Albert de Luynes, pair de France. Dont postérité :
              - Maison d'Albert de Luynes

          - Louis Séguier († 1663), baron de Saint-Brisson, des Ruaux et de Saint-Firmin, prévôt de Paris (31 décembre 1611). Épouse Anne de Balzac[Note 2], fille de Jean de Balzac, seigneur de Montagu, et de Madeleine Olivier. Sans postérité.
          - Antoine Séguier († 19 août 1635), chanoine de Paris, abbé de Saint-Jean d'Amiens, conseiller au parlement de Paris
          - Marie Séguier, épouse Michel-Antoine du Prat, seigneur de Nantouillet

        - Jérôme Séguier, maître des Eaux et Forêts de France, seigneur de Drancy et de l'Étang-la-Ville. Épouse Marie Menisson, fille de Christophe, seigneur de Saint-Aventin, et de Claude Bizet. Dont un fils :
          - Tannegui Séguier († 1er décembre 1642), maître des requêtes puis président au parlement de Paris, seigneur de Drancy et de l'Étang-la-Ville. Épouse Marguerite Menisson, sa cousine, fille de Jacques Menisson et de Perrette Colet. Dont un fils :
            - Pierre Séguier († 1669), seigneur de Drancy et de l'Étang-la-Ville, conseiller au parlement de Paris (15 décembre 1646) puis prévôt de Paris (4 novembre 1653). Sans postérité.

        - Louis Séguier († 9 septembre 1610), chanoine, doyen de Notre-Dame, conseiller au parlement de Paris
        - Antoine Séguier († novembre 1624), seigneur de Villiers et de Fourqueux, conseiller au parlement de Paris, maître des requêtes, lieutenant-civil, avocat général, président au parlement de Paris, ambassadeur à Venise.
        - Jean Séguier († avant le 1er mars 1600), seigneur d'Autry, conseiller au parlement, maître des requêtes, lieutenant-civil au Châtelet de Paris. Épouse Marie Tudert, fille de Claude Tudert, seigneur de la Bournalière, et de Nicole Hennequin[Note 3]. Dont cinq enfants :
          - Pierre Séguier (Paris, 28 mai 1588-Saint-Germain-en-Laye, 28 janvier 1672), chevalier, comte de Gien, duc de Villemor, chancelier de France (serment le 19 décembre 1635), garde des Sceaux. Épouse Madeleine Fabri (22 novembre 1597-Paris, 6 février 1683), fille de Jean Fabri, seigneur de Champauzé, trésorier de l'Extraordinaire des guerres, et de Marie Buatier. Dont deux filles :
            - Madeleine Séguier (10 août 1618-31 août 1710), épouse de (1) (∞ 16 février 1634) César du Cambout, marquis de Coislin, colonel-général des gardes suisses, puis de (2) Guy de Laval-Bois-Dauphin, marquis de Laval et de Sablé. Dont :
              - Du premier lit, Pierre-Armand du Cambout de Coislin (Paris, novembre 1636-Versailles, 5 février 1706), évêque d'Orléans
              - Du second lit, Madeleine de Laval, dame du palais de la reine, épouse le 30 avril 1662, Henri-Louis d'Aloigny, marquis de Rochefort, baron de Craon et d'Ingrandes, maréchal de France. Dont deux enfants.

            - Charlotte Séguier (1622-5 juin 1704), épouse de (1) (∞ 3 février 1639) Maximilien de Béthune, duc de Sully, pair de France, puis de (2) (∞ 29 octobre 1668) Henri de Bourbon, duc de Verneuil, pair de France, fils légitimé du roi Henri IV et de Catherine Henriette de Balzac d'Entragues

          - Dominique Séguier (vers 1591-16 mai 1657), évêque d'Auxerre puis de Meaux, doyen de Notre-Dame de Paris, premier aumônier du roi
          - Charlotte Séguier (1602-17 janvier 1636), épouse Jean de Ligny, seigneur de Gragneul, maître des requêtes
          - Marie Séguier, épouse Marc-Antoine de Gourgue, premier président au parlement de Bordeaux
          - Jeanne Séguier, prieure des carmélites de Saint-Denis puis de Pontoise

        - Madeleine Séguier, épouse Claude Hennequin, seigneur de Bermainville, maître des requêtes
        - Catherine Séguier, épouse Claude Malon, seigneur de Bercy, greffier criminel du parlement de Paris
        - Élisabeth Séguier, épouse (1) Jean Boudet, seigneur de Rodon, intendant des finances et maître des requêtes, puis (2) Louis Guibert, seigneur de Bussy, intendant des finances et conseiller d'État
        - Louise Séguier, épouse Claude de Bérulle, conseiller au parlement de Paris[Note 4]
        - Marguerite et Marie Séguier, religieuses à Longchamp

      - Nicolas Séguier, tuteur de Jean II Brinon à partir de 1528, cité en 1568, seigneur de Saint-Cyr, contrôleur général de l'Artillerie, maître des comptes. Épouse (1) Claude de la Forge, fille de Jean, receveur général des finances en Picardie, et de Claude Molé, et (2) Michelle de Fontaines, fille de Jean, auditeur des comptes à Paris, et de Marguerite Boucher d'Orsay. Dont cinq enfants du premier lit, les deux derniers du second :
        - Pierre Séguier, seigneur de Saint-Cyr, conseiller au parlement de Paris, épouse Charlotte Janvier, fille de Nicolas, secrétaire du roi, et de Marie Maillard. Dont postérité.
          - Branche des seigneurs de Saint-Cyr (voir infra)

        - Jean Séguier, maître des comptes à Paris (cité entre 1582 et 1586). Épouse Marie Hulin. Dont :
          - Isabelle Séguier, épouse Christophe Sanguin, seigneur de Livry, président des requêtes, prévôt des marchands à Paris

        - Marie Séguier, épouse Guillaume Baillon, maître des comptes à Paris
        - Françoise Séguier, épouse Jean Veau, seigneur de la Bauchère, maître des comptes
        - Madeleine Séguier, épouse Pierre Lescalopier, président des enquêtes à Paris
        - Jérôme Séguier, conseiller au Grand conseil (1595), maître des requêtes (5 février 1599), président au Grand conseil (1602). Épouse le 4 novembre 1584 Anne Viole, fille de Claude, seigneur de Ciresnes, conseiller au parlement de Paris, et de Jeanne Piedefer. Dont cinq enfants :
          - Jérôme Séguier, seigneur de Champigny, capitaine aux chevau-légers, gouverneur de Marle. Épouse le 21 août 1623 Renée de Signier, fille de Pierre, gouverneur de Marle, et de Marie Le Clerc. Dont trois filles :
            - Anne Séguier, épouse Adrien de Canonne, secrétaire du roi
            - Marie Séguier, religieuse ursuline à Magny
            - Suzanne Séguier, religieuse ursuline à Magny

          - Anne Séguier, religieuse au couvent des Filles-Dieu de Paris
          - Michelle Séguier, religieuse à Pontoise
          - Madeleine Séguier, épouse (1) Pierre des Friches, conseiller au Grand conseil, puis (2) Anne-Charles Jacquelin, trésorier des bâtiments du roi
          - Élisabeth Séguier

        - Nicolas Séguier, correcteur des comptes à Paris. Épouse Françoise Le Prestre. Dont trois filles :
          - Madeleine Séguier, épouse (1) Pierre Gaucher, puis (2) Guillaume Philippes, secrétaire du roi
          - Françoise Séguier, épouse Antoine Regnault, seigneur de Montmor
          - Anne Séguier, épouse Jean de la Croix-Journée, seigneur de Chailly

      - Martin Séguier, prieur de Saint-Père près Étampes, conservateur des privilèges de l'université de Paris
      - Anne Séguier, épouse Guillaume Troussart, avocat
      - Catherine Séguier, religieuse à l'abbaye d'Hyères
      - Madeleine Séguier, épouse Adam Lormier, secrétaire du roi

    - Jacques Séguier († 7 mars 1535), contrôleur ordinaire des Guerres, garde des Menus engins de l'artillerie, épouse Louise de Stuart[10]. Dont postérité :
      - Branche des seigneurs de la Charmoye et de Gloise-en-Brie[10]

    - Pierre Séguier (cité en 1532)
    - Guillaume Séguier († 1525), seigneur en partie de l'Étang-la-ville et de Gloise, épouse Marie Le Prestre. Dont sept enfants :
      - Barthelemi Séguier (cité en 1541), argentier du roi de Navarre
      - Jacques Séguier († av. 1545)
      - Catherine Séguier, épouse Claude du Fresne
      - Marie Séguier, épouse Claude Coulon
      - Madeleine Séguier, épouse Claude le Roux, seigneur de la Fortinière
      - Geneviève et Isabelle Séguier, religieuses

    - Catherine Séguier, épouse (1) Émeri Barillau, puis (2) le 8 juillet 1531 Pierre Hayart (ou Havart), seigneur de Thuillay
    - Marie Séguier, épouse Jean Vialart, avocat, président au parlement de Rouen, fils de Pons Vialart, juge à Issoire en Auvergne
    - Thomasse Séguier, épouse Thomas de Bragelongne, receveur des aides à Paris

  - Barthélemi Séguier, seigneur de la Verrière, souche de la branche parisienne puînée (qui suit)

### Branche des seigneurs de Saint-Cyr
- Nicolas Séguier (cité en 1568), deuxième fils de Nicolas er Séguier et de Catherine Le Blanc, seigneur de Saint-Cyr, contrôleur général de l'Artillerie, maître des comptes. Épouse en premières noces Claude de la Forge, fille de Jean, receveur général des finances en Picardie, et de Claude Molé. Dont :
  - Pierre Séguier, seigneur de Saint-Cyr, conseiller au parlement de Paris, épouse Charlotte Janvier, fille de Nicolas, secrétaire du roi, et de Marie Maillard. Dont six enfants :
    - Pierre Séguier († 16 janvier 1625), seigneur de Saint-Cyr, conseiller au parlement, doyen des requêtes du Palais. Épouse Marguerite Froment, fille de Louis, lieutenant colonel à Provins puis contrôleur des Ligues suisses, et de  Marguerite de Bragelongne. Dont quatre enfants :
      - Jérôme Séguier, seigneur de Saint-Cyr, mort sans alliance
      - Pierre Séguier, seigneur de Saint-Cyr après le précédent, enseigne au régiment des gardes françaises, mort sans alliance
      - Nicolas Séguier, seigneur de Saint-Cyr après le précédent, seigneur de Saint-Brisson, conseiller au Châtelet de Paris. Épouse Marguerite Le Lièvre, dont quatre enfants :
        - Jean-Baptiste Séguier, seigneur de Saint-Brisson, vend au roi la seigneurie de Saint-Cyr. Épouse Marie-Renée Quelain, fille de Nicolas Quelain, conseiller au parlement de Paris, et de Jacqueline Marin, dont quatre enfants :
          - Nicolas Séguier, page de la duchesse de Bourgogne en 1703
          - Jean-Baptiste Séguier († 1713), mort sans alliance au siège de Fribourg
          - Maximilien Séguier, maître-de-camp puis capitaine au régiment de Limousin
          - Jacqueline Charlotte Séguier

        - Claude-Alexandre Séguier(† 4 décembre 1725). Épouse (1) Marie-Jeanne Le Noir, fille de Charles Le Noir, président à la cour des Aides de Paris, et de Louise Target, et (2) Renée-Françoise de Canonne († 17 janvier 1712), fille d'Adrien de Canonne, secrétaire du roi, et d'Anne Séguier. Dont quatre fils du premier lit :
          - Alexandre-Charles Séguier († 28 septembre 1711), clerc tonsuré
          - Louis-Anne Séguier (28 août 1696-13 octobre 1749), conseiller au parlement de Paris,. Épouse le 26 février 1726 Jeanne-Thérèse-Antoinette Pelletier (†3 juin 1734), fille d'Antoine Denis, auditeur des comptes, et de Suzanne Le Noir, dont :
            - Antoine-Louis Séguier (né le 1er décembre 1726), de l'Académie française, avocat du roi au Châtelet (22 août 1748), avocat général au Grand conseil (26 février 1751), avocat général au parlement de Paris (10 mars 1755), réception à l'Académie française en 1757. Épouse le 29 décembre 1767 demoiselle Marguerite Henriette Vassal, fille de Jean Vassal, écuyer, receveur général des finances de Languedoc, secrétaire du roi près la chambre des Comptes de Montpellier, et de Julie Duveil. Marguerite Henriette Vassal était la cousine germaine de Cambacérès. Dont deux fils :
              - Antoine-Jean-Matthieu Séguier (1768-1848), pair de France, membre de l'Académie française, premier président de la Cour royale de Paris
              - Armand-Louis-Maurice Séguier (1770-1831), officier

            - Alexandre-Louis Séguier (mort jeune)
            - Suzanne-Thérèse Séguier (1727-1794), veuve de Jean-Baptiste de Rémigny, guillotinée à Paris en 1794

          - Nicolas Séguier, chanoine régulier de la congrégation de France
          - François Séguier, épouse en 1726 Marie-Jacqueline de Ghistelle, fille de Liévin de Ghistelle et de Marie-Jeanne de Montbaillard, dont :
            - Claude-François-Louis Séguier († 21 février 1755), mousquetaire du roi dans la seconde compagnie
            - Jeanne-Antoinette Séguier

        - Nicolas Séguier († 8 avril 1690), seigneur d'Andé et du Mesnil, sans postérité
        - Charlotte Séguier, épouse de Vivien L'Abbé, seigneur de Bullonde, lieutenant-général des armées du roi

      - Charlotte Séguier, épouse d'Antoine Chomel, maître des requêtes

    - Nicolas Séguier († 16 septembre 1624), conseiller au parlement, chanoine de Paris, abbé de Saint-Jacques de Provins, prieur de Saint-Père d'Estampes et de Montreuil-Bellay
    - Jean Séguier, seigneur du Plessis et de Feux, avocat au parlement (1599), lieutenant-général de Provins. Épouse le 15 juillet 1604 Philippe de Maulevaut, fille de Guillaume, gentilhomme de la chambre du duc d'Anjou, et de Geneviève  d'Asnières. Dont postérité.
      - Branche des seigneurs du Plessis et de Feux (voir infra)

    - Louise Séguier, mariée le 6 mai 1595 à Charles de Longueil, seigneur de Scure et de La Vaudoire
    - Françoise Séguier, religieuse aux cordelières de Saint-Marcel à Paris,
    - Jeanne Séguier, religieuse à Longchamp

### Branche des seigneurs du Plessis et de Feux
- Jean Séguier, troisième fils de Pierre Séguier et de Charlotte Janvier, seigneur du Plessis et de Feux, avocat au parlement (1599), lieutenant-général de Provins. Épouse le 15 juillet 1604 Philippe de Maulevaut, fille de Guillaume, gentilhomme de la chambre du duc d'Anjou, et de Geneviève  d'Asnières. Dont cinq enfants :
  - Nicolas Séguier († 1680 ou avant), seigneur de Feux en Berry et du Plessis en partie, prieur et seigneur de Ventelet. Épouse le 21 août 1655 Anne Le Juge, fille de Michel Le Juge et de Claude Messager. Dont quatre enfants :
    - Pierre-Louis Séguier (né le 2 juillet 1660 à Paris), seigneur de Feux, lieutenant de cavalerie au régiment de Marivaut. Épouse (1) Catherine Le Brun (citée en 1686) puis (2), le 22 janvier 1691, Jeanne de Rumigny, fille d'Antoine de Rumigny et d'Antoinette Prudhomme. Dont deux enfants du premier lit :
      - Louis Séguier, épouse (1) Louise Poulain puis (2) Françoise Pallu, dont deux enfants du premier lit, le dernier du second lit :
        - Louis Séguier, chanoine d'Étampes
        - Françoise Séguier, aux armées
        - Françoise Séguier

      - Dominique Séguier (mention d'un mariage)

    - Charles-Philippe Séguier, gendarme du roi en 1680, épouse Madeleine Menou, dont trois enfants :
      - Maurice Séguier, épouse N… Hareng (vivante en 1722)
      - X… de sexe masculin
      - Madeleine Séguier, religieuse à Sainte-Glossinde de Metz

    - Anne-Marguerite Séguier (vivante en 1708), décédée sans alliance
    - Anne-Dorothée Séguier (vivante en 1708), décédée sans alliance

  - Louis Séguier, seigneur de Beaulieu (1643), aumônier du Roi (1651)
  - Raymond Séguier, seigneur du Plessis, capitaine aux chevau-légers dans le régiment de La Meilleraye (1643)
  - Marguerite Séguier, religieuse à Longchamp (citée en 1643)
  - Anne Séguier, religieuse à Notre-Dame de Soissons (reçue le 30 novembre 1629) puis à Houdan (1643)

## Branche parisienne puinée
- Gérard Séguier († 6 août 1489)[8], conseiller au parlement de Paris, dont deux fils :
  - Blaise Séguier († 25 avril 1510), souche de la branche parisienne aînée (qui précède)
  - Barthélemi Séguier, souche de la branche puînée dite « de la Verrière », avocat au parlement, lieutenant général au bailliage de Chartres. Achète vers 1520 la seigneurie de la Verrière, près de Chevreuse, à un M. Le Vacher[11]. Épouse Denise Poulain, dont trois enfants :
    - Pierre Séguier († 13 décembre 1559), seigneur de la Verrière, président au siège présidial du Châtelet de Paris. Épouse Catherine Pinot, dont trois enfants :
      - Claude I Séguier, écuyer, seigneur de la Verrière et d'Antilli, gentilhomme servant du roi Charles IX, chambellan ordinaire du duc d'Alençon. Épouse le 14 août 1567 Judith du Pui, fille de Clément du Pui, avocat au parlement, et de Philipe Poncet. Dont un fils :
        - Jacques Séguier, seigneur de la Verrière, conseiller du Roi en ses conseils d'État et privé (lettres du 6 avril 1636), garde des rôles des offices de France. Épouse le 20 février 1607 Marguerite Tardieu, fille de noble Richard Tardieu, conseiller notaire et secrétaire du roi, et d'Élisabeth Turquant. Dont six enfants :
          - Claude II Séguier, seigneur de Liancourt et de la Verrière, page du roi (1637) puis maître d'hôtel de la duchesse de Montpensier. Épouse le 27 mars 1666  Françoise de Lannoi, fille de François de Lannoi, maréchal de camp, gouverneur d'Eu, et de Louise de Torci. Dont trois enfants :
            - François Séguier, chevalier de Saint-Louis, seigneur de Liancourt, de la Verrière, d'Antilli, de Courthieux, capitaine de frégate. Épouse le 14 mai 1708 Louise-Marie-Anne de S. Paul, fille de Pierre de S. Paul et de Anne de la Tranchée. Dont, entre autres :
              - Marie-Marguerite-Françoise Séguier (née le 10 août 1712), reçue à Saint-Cyr le 8 mai 1720 sur preuves de noblesse
              - Marie-Anne-Victoire Séguier (née le 22 octobre 1716), reçue à Saint-Cyr le 14 mai 1726 sur preuves de noblesse

            - Charles-Antoine Séguier, lieutenant colonel du régiment de Canisy, colonel des milices de Normandie. Épouse Marie-Reine de France. Sans postérité.
            - Jean-Caude Séguier (né le 6 juin 1672), seigneur de Courthieux. Épouse le 14 septembre 1713 Marie-Françoise Chardin, fille de Nicolas Chardin, conseiller du roi, et de Marie Le Goix. Dont trois enfants :
              - Claude-François Séguier, seigneur de Courthieux
              - Pierre-Charles Léonard Séguier
              - Reine-Félicité Séguier (née le 10 août 1723), reçue à Saint-Cyr le 31 août 1734 sur preuves de noblesse

          - Jean-Jacques Séguier, chanoine de Chartres, aumônier du roi, évêque de Lombez (1666) puis de Nîmes
          - Guillaume Séguier, enseigne dans la compagnie colonelle du régiment de Nérestang
          - François Séguier, chanoine régulier de Sainte-Geneviève, prieur de Châteaulandon
          - Jean Séguier, écuyer du roi. Dont postérité :
            - Branche des seigneurs de la Verrière

          - Anne Séguier, épouse Jean Vialart, seigneur de Herce et de la Forest, président aux enquêtes du parlement

      - Anne Séguier, épouse de (1) François du Prat, baron de Thiern et de Viteaux (petit-filsdu cardinal du Prat, chancelier de France), puis de (2) Hugues de la Vergne, seigneur de la Vergne et de Mouci-le-Neuf, chambellan ordinaire et capitaine des gardes du duc d'Alençon
      - Catherine Séguier, épouse avant le 7 juillet 1578 Jacques d'Apchon, chambellan ordinaire du duc d'Alençon

    - Marie Séguier, épouse Étienne du Plessis, seigneur de la Saussaye
    - Marguerite Séguier, épouse Jean Berziau, seigneur de la Marsilière, avocat général à la chambre des Comptes de Paris, lieutenant général au bailliage de Chartres